# 아사노 가오루
아사노 가오루(일본어: 浅野 薫, 1973년 5월 19일 ~ )는 일본의 전 축구 선수이다.

## 구단 경력
1992년 J1리그의 감바 오사카에 입단했다. 1995년후 현역 은퇴.